# 1865 w muzyce
Wydarzenia muzyczne w 1865 roku.

## Wydarzenia
- 20 stycznia – w paryskiej Salle Pleyel miała miejsce premiera „Piano Trio No. 1 in F major” op.18 Camille Saint-Saënsa[1]
- 24 stycznia – w wiedeńskiej Sophiensaal miała miejsce premiera walca „Feuilleton Waltz” op.293 Johanna Straussa (syna)[1]
- 31 stycznia – w wiedeńskiej Sophiensaal miała miejsce premiera „Process-Polka” op.294 Johanna Straussa (syna)[1]
- 5 lutego – w Linzu w Stadtpfarrkirche miała miejsce premiera „Trauungslied” Antona Brucknera[1]
- 7 lutego – w wiedeńskiej Redoutensaal miała miejsce premiera walca „Bürgersinn” op.295 Johanna Straussa (syna)[1]
- 14 lutego – w wiedeńskiej Dianabadsaal miała miejsce premiera „Electrofor-Polka” op.297 Johanna Straussa (syna)[1]
- 20 lutego – w wiedeńskiej Redoutensaal miała miejsce premiera polki „Episode” op.296 Johanna Straussa (syna)[1]
- 22 lutego – w wiedeńskim Hofburgu miała miejsce premiera walca „Hofballtänze” op.298 Johanna Straussa (syna)[1]
- 25 marca – w Katedrze Notre-Dame w Paryżu miała miejsce premiera „Marche religieuse” Ambroise’a Thomasa[1]
- 15 kwietnia – w Hadze odbyła się premiera „Totentanz” S.126/2 Ferenca Liszta[1][2]
- 28 kwietnia – w Paryżu odbyła się premiera opery Afrykanka Giacomo Meyerbeera[1][3]
- 21 maja – w Weimarze odbyła się premiera „Der Cid” Petera Corneliusa[1]
- 6 czerwca – w Kolonii odbyła się premiera „Traun! Bogen und Pfeil sind gut für den Feind” op.33/2 Johannesa Brahmsa[1]
- 10 czerwca – w Monachium odbyła się premiera Tristana i Izoldy Richarda Wagnera[1]
- 2 lipca – w Chemnitz odbyła się premiera „Geistliches Lied” op.30 Johannesa Brahmsa[1]
- 7 lipca – w wiedeńskim Volksgarten miejsce premiera „L’Africaine” op.299 Johanna Straussa (syna)[1]
- 11 lipca – w Bad Ems odbyła się premiera opery Coscoletto, ou Le lazzarone Jacques’a Offenbacha[1]
- 15 sierpnia – w Peszcie odbyła się premiera „Die Legende von der Heiligen Elisabeth” S.2 Ferenca Liszta[1][4]
- 22 sierpnia – w Pawłowsku odbyła się premiera „Kinderspiele” op.304 Johanna Straussa (syna)[1]
- 5 września – w Pawłowsku odbyła się premiera „Kreuzfidel” op.301 Johanna Straussa (syna)[1]
- 9 września - w Wiedniu odbyła się premiera operetki Die schöne Galathée Franza von Suppégo[5]
- 11 września – w Pawłowsku odbyła się premiera „Characteristic Dances” Piotra Czajkowskiego[1]
- 14 września – w Pawłowsku odbyła się premiera „Bal champêtre” op.303 Johanna Straussa (syna)[1]
- 21 września – w Paryżu odbyła się premiera „Les refrains des bouffes” Jacques’a Offenbacha[1]
- 28 września – w Operze Narodowej w Warszawie miała miejsce premiera opery Straszny dwór Stanisława Moniuszki[1][6] zakończona wielką manifestacją patriotyczną[7]
- 1 października – w Pawłowsku odbyła się premiera „Die Zeitlose” op.302 Johanna Straussa (syna)[1]
- 3 listopada – w Karlsruhe odbyła się premiera „Der Gang zum Liebchen” op.31/3 Jacques’a Offenbacha[1]
- 11 grudnia – w Paryżu odbyła się premiera opery Les bergers Jacques’a Offenbacha[1]
- 17 grudnia – w wiedeńskiej Musikvereinsaal miała miejsce premiera VIII Symfonii „Niedokończonej D.759 Franza Schuberta[1]
- 22 grudnia – w Limie odbyła się premiera „Caprice on Peruvian Airs” Louisa Gottschalka[1]
- 31 grudnia – w Sankt Petersburgu odbyła się premiera Symphony no.1 Nikołaja Rimskiego-Korsakowa[1]

## Urodzili się
- 20 stycznia – Yvette Guilbert, francuska piosenkarka kabaretowa oraz aktorka (zm. 1944)
- 19 lutego – Ferdinand Löwe, austriacki dyrygent, pedagog i pianista (zm. 1925)
- 22 marca – Théophile Ysaÿe, belgijski kompozytor i pianista (zm. 1918)
- 23 kwietnia – Władysław Powiadowski, polski kompozytor i dyrygent (zm. 1947)
- 9 maja – August de Boeck, flamandzki kompozytor, organista i pedagog muzyczny (zm. 1937)
- 12 maja – Eduardo Di Capua, włoski piosenkarz i kompozytor (zm. 1917)
- 5 czerwca – Felicjan Szopski, polski kompozytor, pianista, pedagog i krytyk muzyczny (zm. 1939)
- 6 czerwca – Wincenty Rapacki, polski aktor teatralny i filmowy, śpiewak, autor tekstów, muzyki, piosenek i operetek (zm. 1943)
- 9 czerwca
  - Albéric Magnard, francuski kompozytor muzyki klasycznej (zm. 1914)
  - Carl Nielsen, duński kompozytor (zm. 1931)
- 15 czerwca – Paul Gilson, belgijski kompozytor i pedagog (zm. 1942)
- 6 lipca – Émile Jaques-Dalcroze, szwajcarski kompozytor, twórca rytmiki (zm. 1950)
- 21 lipca – Robert Kahn, niemiecki kompozytor (zm. 1951)
- 10 sierpnia – Aleksandr Głazunow, rosyjski kompozytor (zm. 1936)
- 11 sierpnia – Paul Elsner, niemiecki nauczyciel, muzyk i kompozytor (zm. 1933)
- 13 sierpnia – Emma Eames, amerykańska śpiewaczka operowa (sopran dramatyczny i liryczny) (zm. 1952)
- 25 sierpnia – Julian Birnbaum, polski wiolonczelista i finansista pochodzenia żydowskiego (zm. 1928)
- 4 września – Tomasz Bartkiewicz, polski kompozytor i organista (zm. 1931)
- 1 października – Paul Dukas, francuski kompozytor, krytyk, pedagog (zm. 1935)
- 2 października – Denys Siczynski, ukraiński kompozytor, pedagog muzyczny i dyrygent (zm. 1909)
- 7 grudnia – Sibyl Sanderson, amerykańska śpiewaczka operowa (sopran) (zm. 1903)
- 8 grudnia – Jean Sibelius, fiński kompozytor muzyki poważnej (zm. 1957)
- 15 grudnia – Józef Śliwiński, polski pianista i dyrygent (zm. 1930)

## Zmarli
- 28 stycznia – Felice Romani, włoski poeta i librecista (ur. 1788)
- 20 lutego – Pierre-Louis Dietsch, francuski dyrygent, organista i kompozytor (ur. 1808)
- 1 kwietnia – Giuditta Pasta, włoska śpiewaczka operowa (sopran) (ur. 1797)
- 21 lipca – Ludwig Schnorr von Carolsfeld, niemiecki śpiewak operowy (tenor) (ur. 1836)
- 23 lipca – Jean-Louis Tulou, francuski kompozytor i flecista (ur. 1786)
- 27 sierpnia – Józef Nowakowski, polski pianista, kompozytor i pedagog (ur. 1800)
- 8 października – Heinrich Wilhelm Ernst, morawsko-żydowski skrzypek, altowiolista i kompozytor (ur. 1814)
- 12 października – William Vincent Wallace, irlandzki kompozytor (ur. 1812)
- 23 listopada – Josef Leopold Zvonař, czeski kompozytor, pedagog i krytyk muzyczny (ur. 1824)
- 6 grudnia – Sebastián Iradier, baskijski kompozytor muzyki popularnej (ur. 1809)

Data dzienna nieznana
- Janina Jełowicka, polska działaczka narodowościowa, kompozytorka i śpiewaczka (ur. 1840)